# Was ich im Traume sah
Was ich im Traume sah, auch Was ich im Traum sah (russisch Что я видел во сне, Transkription: Tschto ja widel wo sne, Transliteration: Čto ja videl vo sne), ist eine Kurzgeschichte von Lew Tolstoi, die Ende 1906 entstand und 1911 postum erschien.
Tolstoi greift seine „frühere Lieblingsidee von der christlichen Wandlung“ auf – die Sünde durch Versöhnung überwinden.

## Inhalt
Der 60-jährige Petersburger Fürst Michail Iwanowitsch Sch. reist in die Provinz zu seinem 50-jährigen Bruder, dem Adelsmarschall Fürst Pjotr Iwanowitsch. Fürst Michails Lieblingstochter Lisa lebt neuerdings dort als Frau Wera Iwanowna Seliwestrowa mit ihrem unehelichen Kleinstkind.
Die schöne Lisa hatte als blutjunges heiratsfähiges Mädchen vor Jahren zum Leidwesen des Vaters mehrere glänzende Partien ausgeschlagen. Als das Mädchen dann nicht mehr ganz jung gewesen war, hatte der Vater keine standesgemäße Verheiratung zustande gebracht. Lisa war schließlich zu einer Tante nach Finnland geschickt worden. Dort hatte sie sich von einem stattlichen blonden Schweden schwängern lassen. Es stellte sich heraus, dass der werdende Vater verarmt, verheiratet und nicht scheidungswillig war.
Fürst Michail – Großvater wider Willen, der mit einer Französin einen unehelichen Sohn hat, kann für den Fehltritt seiner Tochter überhaupt kein Verständnis aufbringen. Fürst Michail will die Peinlichkeit aus der Welt schaffen. Er übergibt dem Bruder Pjotr eine Summe Geldes. Der Adelsmarschall soll seiner Nichte Lisa davon monatlich einen kleinen Betrag zum Überleben auszahlen.
Da hat der Fürst aus Petersburg die Rechnung ohne seine Schwägerin Aline gemacht. Diese Gattin des Bruders Pjotr war zwar Michael immer als Närrin erschienen, doch der Petersburger Schwager unternimmt auf Alines verhaltenes Insistieren das einzig Richtige. Fürst Michail sucht seine Tochter Lisa vor Abfahrt des Zuges nach Petersburg auf und versöhnt sich mit ihr.

## Deutschsprachige Ausgaben
- Was ich im Traum sah. Deutsch von Arthur Luther. S. 248–264 in: Gisela Drohla (Hrsg.): Leo N. Tolstoj. Sämtliche Erzählungen. Achter Band. Insel, Frankfurt am Main 1961 (2. Aufl. der Ausgabe in acht Bänden 1982)
- Was ich im Traume sah. Aus dem Russischen übersetzt von Hermann Asemissen. S. 344–359 in: Eberhard Dieckmann (Hrsg.) Lew Tolstoi. Hadschi Murat. Späte Erzählungen (enthält: Hadschi Murat. Nach dem Ball. Der gefälschte Kupon. Aljoscha der Topf. Wofür? Das Göttliche und das Menschliche. Was ich im Traume sah. Vater Wassili. Macht des Kindes. Der Mönchspriester Iliodor.  Wer sind die Mörder? Gespräch mit einem Fremden. Der Fremde und der Bauer. Lieder im Dorf. Drei Tage auf dem Lande. Kinderweisheit. Dankbarer Boden. Chodynka. Ungewollt. Nachgelassene Aufzeichnungen des Mönches Fjodor Kusmitsch. Allen das Gleiche.  Es gibt keine Schuldigen in der Welt). 623 Seiten, Bd. 13 von Eberhard Dieckmann (Hrsg.), Gerhard Dudek (Hrsg.): Lew Tolstoi. Gesammelte Werke in zwanzig Bänden. Rütten und Loening, Berlin 1986 (Verwendete Ausgabe)
- Die Erzählungen. Bd. 2. Späte Erzählungen. 1886–1910 (enthält:  Der Leinwandmesser. Der Tod des Iwan Iljitsch. Die Kreutzersonate. Der Teufel. Herr und Knecht. Vater Sergej. Nach dem Ball. Hadschi-Murad. Der gefälschte Kupon. Aljoscha der Topf. Kornej Wasiljew. Die Erdbeeren. Wofür? Das Göttliche und das Menschliche. Was ich im Traume sah. Auf dem Chodynkafeld). Artemis und Winkler, Düsseldorf 2001. 813 Seiten, ISBN 978-3-538-06906-0